# Keiichi Kodaira
Keiichi Kodaira (em japonês:  小平 桂一, Kodaira Keiichi; Tóquio, 20 de fevereiro de 1937) é um astrofísico japonês.
Estudou inicialmente física na Universidade de Tóquio. Em seguida estudou astronomia de 1959 a 1961 e recebeu uma bolsa de estudos, que lhe possibilitou concluir um doutorado em 1964 no Instituto de Física teórica da Universidade de Kiel. Kodaira trabalhou em seguida no Observatório Astronômico Nacional do Japão, recebendo por suas investigações espectroscópicas e fotométricas de estrelas um doutorado da Universidade de Tóquio. Continuou suas investigações de 1967 e 1969 no Instituto de Tecnologia da Califórnia.
Lecionou de 1972 a 1973 na Universidade de Heidelberg.
A partir de 1982 Kodaira foi professor do Observatório Astronômico Nacional do Japão, apoiando o Japan National Large Telescope Project, do quel resultou mais tarde o Telescópio Subaru, com o qual entre outros resultados foi descoberta uma das mais antigas galáxias, em uma distância de aproximadamente 12,88 bilhões de anos-luz. Apoiou depois o desenvolvimento do radiotelescópio Atacama Large Millimeter Array (ALMA). Recebeu a Medalha Karl Schwarzschild de 2001.
Kodaira é atualmente diretor do JSPS Bonn Office.